# Min Gud tillhör äran
Min Gud tillhör äran är en gospel med text och musik ursprungligen skriven 1971 av Andraé Crouch som heter To God be the Glory. Texten översattes till svenska av Erling Helleland, Christina Helleland samt Göran Thörn.
Sången finns med på den skiva som spelades in av kören Ambassadeurs år 1973 som startades och leddes av Erling och Christina Helleland samt Göran Thörn.
I översättningen från engelska till svenska var det viktigt för Christina Helleland "att språket var korrekt, och att det skulle flyta bra musikaliskt". Erling Helleland fick tilltal om vad låtens svenska titel skulle vara: "Min Gud tillhör äran". Detta utifrån devisen att aldrig låta sig själv upphöjas utan istället blicka till Golgata. Låten har sjungits av körer, solister - bland annat Märta Svensson, i kyrkor och på SVT-programmet Minns du sången. 

## Publicerad i
- Vill Vara Fri (1973) av Ambassadeurs[1]
- Segertoner 1988 som nr 691 under rubriken "Bibelvisor och körer".[3]